# Disszugáz
A disszugáz (idegen írásmóddal dissous gáz) oldott gázt jelent (dissous francia szó: ’oldott’), de általában a lánghegesztéshez használt acetilént (C2H2) értjük alatta.
Az ömlesztő hegesztéshez koncentrált hőhatást kell biztosítani. Ehhez valamilyen éghető gázt oxigénnel keverve égetnek el erre alkalmas berendezéssel, hegesztőpisztollyal. Az éghető gáz lehet hidrogén, acetilén, propán-bután stb., de általában acetilént alkalmaznak. Az acetilént régebben közvetlenül a kis nyomású acetilénfejlesztőből származó acetilénnel végezték úgy, hogy kalcium-karbidra vizet öntöttek, és a reakcióból acetilén és kalcium-hidroxid keletkezett (CaC2+2H2O=C2H2+Ca(OH)2). Manapság az acetilént ipari méretekben metánból állítják elő parciális oxidációval (2CH4+3/2O2=C2H2+3H2O).
Az acetiléngáz a nyomás kismértékű emelkedésével és már viszonylag kis hőmérsékleten (335 °C fölött) robbanásszerű térfogatnövekedés, valamint hőfejlődés mellett alkotóira, hidrogénre és szénre esik szét. Gázpalackban való tárolásának az a nehézsége, hogy a legtöbb gázzal ellentétben nagy nyomáson nem cseppfolyósítható: kritikus nyomása 2 bar, és kritikus térfogata is kicsi. A palackozáshoz azt a tulajdonságát használják fel, hogy jól oldódik acetonban. 1 liter aceton 1 bar nyomáson, 15 °C-on körülbelül 24 liter acetiléngázt képes elnyelni. Ezt az acetilén–aceton elegyet a palackon belül egy porózus töltőmassza foglalja magába. A töltőmassza feladata a palack robbanásának megakadályozása. A massza lehet kalcium-hidroszilikát vagy azbeszt, kovaföld és cement porózus keveréke.
A disszugázt hosszú, hengeres fémpalackokban hozzák forgalomba, amelyben a maximális nyomás 15, legfeljebb 20 bar. Ezen a nyomáson 1 liter aceton 360 liter acetilént nyel el szobahőmérsékleten. Egy 40 literes palackban 16 liternyi aceton van, ami 15 bar nyomáson 5400 liter tárolható disszugázt jelent. A disszugázpalack sárga színjelzést visel. Hegesztéskor a hegesztőpisztolyban lezajló égést oxigén hozzákeveréssel biztosítják. Mind az acetilént, mind az oxigént nyomáscsökkentő szelepen át vezetik az égőbe. Megemlítendő, hogy az összes palackozott gázok közül egyedül a disszugázpalack reduktorát rögzítik kengyeles megoldással, a többit menetesen.
Az acetilén elégetésekor lejátszódó kémiai reakció egyenlete:
2C2H2 + 5O2 = 4CO2 + 2H2O,
ami azt jelenti, hogy a tökéletes égéskor 1 m3 acetilénhez 2,5 m3 oxigénre van szükség, aminek egy része a környező levegőből származik. A gyakorlatban az ideális állapottól, azaz a semleges lángtól gyakran eltérnek, elsősorban a hegesztett tárgy anyagától függően.